# Irtysh Air
Irtish Air fue una aerolínea con base en Pavlodar, Kazajistán. Opera vuelos a destinos de Kazajistán y Rusia. Su base de operaciones principal es el Aeropuerto de Pavlodar.
En abril de 2012, la aerolínea entró en la lista negra de aerolíneas de la Unión Europea.El 18 de octubre de 2013, las autoridades suspendieron el certificado de operador aéreo de Irtysh Air por un tiempo no especificado.El certificado expiró el 4 de abril de 2014. La aerolínea ya no existe en los registros de aerolíneas operativas del país.

## Flota
La flota de Irtish Air se compone de las siguientes aeronaves: